# Brendan Moon
Pas d'image ? Cliquez ici

a Compétitions nationales et continentales officielles uniquement.

b Matchs officiels uniquement.
Dernière mise à jour le 15 avril 2023.
 Brendan Joseph Moon, né le 10 octobre 1958 à Melbourne, est un ancien joueur de rugby à XV australien, qui jouait avec l'équipe d'Australie et les Queensland Reds au poste de trois-quarts aile. 

## Biographie
Brendan Moon est notamment très investi dans le rugby de Papouasie-Nouvelle-Guinée, île où il a longtemps vécu.

### Carrière

#### En club
- Queensland Reds

#### En équipe nationale
Il a effectué son premier test match le 26 août 1978 contre l'équipe de Nouvelle-Zélande et son dernier test match fut le 12 juillet 1986 contre l'équipe d'Argentine. Il a fait partie d’une fameuse équipe d'Australie qui fut invaincue contre les équipes britanniques pendant sa tournée de 1984.

## Palmarès

### En club
- 100 matchs avec les Queensland Reds

### En équipe nationale
- Nombre de matchs avec l'Australie : 35
- Sélections par années : 2 en 1978, 5 en 1979, 4 en 1980, 5 en 1981, 3 en 1982, 7 en 1983, 5 en 1984, 4 en 1986